# マイスターブラスカルテット
マイスターブラスカルテットは、日本の金管四重奏団である。

## メンバー
- 吉田太美男：トランペット
- 前原尚規：トランペット、ポストホルン、アルプホルン
- 首藤健一：トロンボーン、Wiener Baritone、アルプホルン
- 村田厚生：トロンボーン、アルプホルン

## 活動
1983年に結成された。当初の編成はトランペット4本であったが、トランペット3本・トロンボーン1本の編成を経て、トランペット2本・トロンボーン2本の編成となった。毎年夏に群馬県草津町で開催される草津夏期国際音楽アカデミー&フェスティバルでの街角コンサートで親しまれているほか、各地のこども劇場への出演や、自主公演も行われた。レパートリーは、ヨーロッパの民謡をはじめ、ミュージカルからのメロディー、童謡・唱歌、歌謡曲に至るまで、メンバー自身によるオリジナル編曲による。とくに「草津節」をモチーフにしたファンファーレは、ここ数年、毎年新たに編曲（作曲）されている。吉田太美男の脱退により「マイスターブラスカルテット」名義での活動を停止し、新メンバーに廣田加奈子（トランペット）を迎え、「アンサンブル音泉」として活動を継続している。

## ディスコグラフィー

### 〜ウィーンからこんにちは！〜「SERVUS AUS WIEN」街角コンサート
（カメラータ・トウキョウ 25CM536）
- リチェンツァのソナタ〜オペラ「フェリシタスと竜」[Sonate von der Licenza der oper "La Felicita e Draghi"]
- インスブルックよ、さようなら[Innsbruck, Ich Muß Dich Lassen]
- ヨシアス・コーブルク行進曲[Josias Coburger Marsch]
- 皇帝ヴァリエーション[Kaiser Quartet Variation]
- 英雄交響曲より[Aus "Eroica" Sinfonie]
- 田園交響曲より[Aus "Pastrale" Sinfonie]
- 軍隊行進曲[Marche Militaire]
- 4つの厳粛な歌より：Ⅳ[Aus vier Ernste Gesänge:IV]
- 献呈[Zueignung]
- オペラ「魔笛」より序曲["Die Zauberflöte" Vorspiel]
- オペラ「魔笛」より私は鳥刺し["Die Zauberflöte" Der Vogelfänger bin ich ja]
- オペラ「魔笛」よりフム！フム！フム！["Die Zauberflöte" Hm! hm! hm!]
- オペラ「魔笛」より何と美しい絵姿["Die Zauberflöte" Dies Bildnis ist bezaubernd schön]
- オペラ「魔笛」より僧侶がぞろぞろ["Die Zauberflöte" Marsch der Priester]
- オペラ「魔笛」より神よ、試練に耐えさせたまえ["Die Zauberflöte" O Isis und Osiris]
- オペラ「魔笛」より復讐の心は地獄のように胸に燃え["Die Zauberflöte" Der Hölle Rache kocht in meinem Herzen]
- オペラ「魔笛」より求む、美しい娘さん["Die Zauberflöte" Ein Mädchen oder Weibchen wünscht Papageno sich!]
- オペラ「魔笛」よりパ、パ、パ、パパゲーノ["Die Zauberflöte" Pa pa pa Papagena]
- 皇帝円舞曲[Kaizerwalzer]
- ウィーン、わが夢のまち[Wien,Du Stadt Meiner Träume]
- ウィーンはいつもウィーン[Wien Bleibt Wien]
- オペレッタ「メリー・ウィドウ」よりヴィリアの歌["Die Lustige Witwe" Vilja-Lied]
- オペレッタ「メリー・ウィドウ」より唇は語らずとも["Die Lustige Witwe" Lippen schweigen]
- オペレッタ「メリー・ウィドウ」より女、女、女のマーチ["Die Lustige Witwe" Weibermarsch]
- ラデツキー行進曲[Radetzky-Marsch]
- ヒロシ・ラッシュ[Hiroshi-Rush]
- 草津音楽祭ファンファーレ

### 〜ウィーンからこんにちは！Vol.2〜「SERVUS AUS WIEN Vol.2 」
（カメラータ・トウキョウ CMCD-25002）　レコーディングレポート
- 「ブレーン音楽祭」より「朝の音楽」1.程よい動き[Morgenmusik from "Plöner Musiktag" 1.Mäßig bewegt]
- 「ブレーン音楽祭」より「朝の音楽」2.歌[Morgenmusik from "Plöner Musiktag" 2.Lied]
- 「ブレーン音楽祭」より「朝の音楽」3.活発に[Morgenmusik from "Plöner Musiktag" 3.Bewegt]
- 4声のカンツォーナⅡ[Canzon Seconda from "Canzon a 4"]
- 戦いのガイヤルド[Galliard battaglia]
- 「塔の音楽」よりソナタ第22番[Sonata Nr.22 from "Hora decima musicorum"]
- 主よ、人の望みの喜びよ[Jesus bleibet meine Freude]
- 野ばら[Heidenröslein]
- ます[Die Forelle]
- 森の郵便屋さん[Die Post im Walde]
- オペラ「フィガロの結婚」より「もう飛ぶまいぞ、この蝶々」['Non più andrai, farfallone amoroso'("Le nozze di Figaro")]
- オペラ「セヴィリアの理髪師」より「私は町の何でも屋」['Largo at factotum cita'(Il barbiere di Siviglia, ossia L'inutile precauzione")]
- オペレッタ「メリー・ウィドウ」1.序曲[Operetta "Die Lustige Witwe" 1.Ouvertüre]
- オペレッタ「メリー・ウィドウ」2.いけいけポルカ〜いらして、私と踊って〜春、花の咲く頃[Operetta "Die Lustige Witwe" 2.Der juge Mann tanzt Polka-O kammet doch,ihr Ballsirenen zögert nicht-Wie dieBlumen im Lenze erblüh'n]
- オペレッタ「メリー・ウィドウ」3.1万フランのワルツ〜おいで麗しの人〜1幕フィナーレ「なるようになるさ」[Operetta "Die Lustige Witwe" 3.Die Zehntausend Franes, die gebe ich-Er steht hiter ihr, versucht,ihr in's Gesicht-Finale I'Mann tut was mann kann']
- オペレッタ「メリー・ウィドウ」4.ヴィリアの歌[Operetta "Die Lustige Witwe" 4.Vilja Lied]
- オペレッタ「メリー・ウィドウ」5.ロマンス[Operetta "Die Lustige Witwe" 5.Romanze]
- オペレッタ「メリー・ウィドウ」6.さあ、四阿（あずまや）へ〜王子と王女の物語〜マキシムに行こう[Operetta "Die Lustige Witwe" 6.Komm in den kleine Pavillon-Königs Kinder-Da geh' ich zu Maxim]
- オペレッタ「メリー・ウィドウ」7.浮気鼠の歌[Operetta "Die Lustige Witwe" 7.Chanson Grisetten]
- オペレッタ「メリー・ウィドウ」8.唇は語らずとも[Operetta "Die Lustige Witwe" 8.Lippen schweigen]
- オペレッタ「メリー・ウィドウ」9.女、女、女のマーチ[Operetta "Die Lustige Witwe" 9.Wieber Marsch]
- バターパン[Das Butterbrot]
- のみのワルツ(猫ふんじゃった)[Floh Walzer]
- 動物園へ行こう[Going to the Zoo]